# Alagúthatás
Az alagúthatás (illetve alagúteffektus) kvantummechanikai jelenség. Az alagúthatás során a részecskék képesek áthatolni olyan potenciálgátakon, melyeken a klasszikus fizika törvényei szerint nem lenne erre lehetőségük. Az alagúthatás azon jelenségek egyike, mely csak a kvantummechanika figyelembevételével magyarázható, így az elmélet kísérleti igazolásául is szolgál.
Az alagúthatás számos megfigyelhető jelenség alapjául szolgál. Például lehetővé teszi, hogy összeérintett fémek között áram jöjjön létre (például elektronikai eszközökben), ugyanis ezt például a fémek felületén kialakuló oxidréteg akadályozná. Az alagúthatás nélkül egyes magreakciók nem jönnének létre, így például a csillagok belsejében zajló magfúzió is azért következhet be, mert a magok alagúteffektussal jutnak át egymás taszító Coulomb-blokádján. Továbbá a jelenség számos elektronikai eszközben játszik szerepet, ez alapján működik az alagútdióda és a pásztázó alagútmikroszkóp.
A jelenség megnevezése azon analógia mentén alakult ki, hogy ha egy részecske nem rendelkezhet elég energiával a potenciálfal megmászásához, akkor alatta csakis alagúton át juthat a túloldalra.

## Története
Az alagúthatás felfedezését a radioaktivitás tanulmányozása alapozta meg. Ebben a témában az úttörők Henri Becquerel, a Curie házaspár (Marie Curie, Pierre Curie), Ernest Rutherford, Egon Schweidler, és Friedrich Kohlrausch voltak. Friedrich Hund említette meg először az alagúthatást 1927-ben. Az első alkalmazása az alfa-sugárzás matematikai magyarázata volt, melyet 1928-ban George Gamow, Ronald Gurney és Edward Condon egymástól függetlenül publikált.
Max Born mutatott rá, hogy az alagúthatás nem csak a magfizikán belül érvényes, hanem egy általános kvantummechanikai jelenség. A félvezetők fizikájának kutatása során fedezték fel a szilárdtestekben is a jelenséget, mely felfedezésért Leo Esaki, Ivar Giaever, Brian David Josephson 1973-ban Nobel-díjat kapott.

## Fizikai leírása

A balról érkező hullámnak a bal oldali félsíkon terjedő megoldása van. A magas potenciálgáton áthaladni nem képes, benne lecsengő megoldás alakul ki, azonban a potenciálfal túloldalán még kialakulhat terjedő megoldás

Az alagúthatás egy kvantummechanikai jelenség, amelynek leírására nincs elfogadható, a kísérletekkel összeegyeztethető klasszikus fizikai kép. Értelmezéséhez feltételezni kell az anyag kettős természetét, ugyanis a részecskék hullámfüggvény-formalizmusában az effektus leírható. A jelenség során a részecskék olyan potenciálgátakon tudnak átlépni, melyekről a klasszikus fizika szerint visszaverődnének. Ehhez az szükséges, hogy a magas potenciálgát kellőképpen vékony legyen a terjedés irányában.

### Félklasszikus fizikai kép
A klasszikus mechanika és a kvantummechanika különbözőképpen kezeli ezt a helyzetet. A klasszikus mechanikában egy részecske nem tud áthaladni egy gáton, ha nincs hozzá elég energiája, arról egyszerűen visszaverődik.
A részecske mozgására vonatkozó elmélet alapján ha sok részecskét indítanánk a potenciálfal irányába, ez akkor is minden egyes esetben így történne. Egyes kísérletek azonban azt mutatják, hogy ha a potenciálfal kellőképpen vékony, a részecskék egy kis mennyisége átjuthat a potenciálgát túloldalára. Még némiképp a klasszikus fizika keretei között maradva, hullámokkal a jelenség ha nem is teljes értékűen, de magyarázható. Az ábrán egy egységnyi amplitúdójú hullám érkezik balról egy olyan közegben, melyben terjedni képes. A határfelületen olyan közeggel találkozik, melyben lecsengővé válik. Azonban a potenciálgát túloldalát elérve a lecsengő megoldás még képvisel egy nemnulla amplitúdót, így csökkent amplitúdójú terjedő hullám alakul ki.

### Kvantummechanikai leírás
Az egyik legegyszerűbb rendszer, melyben az alagúthatás leírható, A részecske hullámfüggvénye mindent elmond egy fizikai rendszerről. Ily módon a hullámfüggvény analízise lenne a megoldás. A Schrödinger-egyenlet ad megoldást egy bizonyos valószínűséggel a hullámegyenletre, nagyobb gátak esetén az alagúthatás valószínűsége csökken.
Egyszerűbb gátak esetére (négyszögletes gát) létezik analitikus megoldás. A valós életben a WKB közelítés ad közelítő megoldást, vagy a Feynman-féle integrál.
Számos jelenség létezik, mely hasonlóan viselkedik, mint a kvantum alagúthatás, és ezért ezzel a módszerrel lehet leírni őket. Ilyen például a Maxwell-egyenletek alkalmazása a fényre.

## Szerepe fizikai jelenségekben

### Téremisszió
A téremisszió a félvezetők fizikájának egy fontos jelensége, amely során elektrosztatikus tér hatására elektronok lépnek ki a szilárdtest felületéről. A kilépés közben potenciálgátat kell leküzdeniük, így alagúthatás lép fel. Az elektromos tér növelésével az elektronok kilépnek az atomokból. Az így keletkező áram közel exponenciálisan nő az elektromos térrel. Ezt a hatást használja ki a flashmemória és a pásztázó alagútmikroszkóp.

### Radioaktív bomlás
A radioaktív bomlás során egy instabil atom részecskék és energia sugárzása során stabil atommá alakul. Ezen folyamat közben folyamat az alagúthatás nyomán jön létre. Az alfa-bomlásra a kvantummechanika adott először egy alagúthatás magyarázatot.

### Spontán DNS mutáció
A spontán DNS mutációk egy része a DNS replikációk során egy szignifikáns proton alagúthatás következtében eltorzulhat. Ennek lehet egyik következménye az élőlényeknél kialakuló rákbetegség.

## Alkalmazásai
Az alagúthatás 1-3 nm vastagságnál, vagy alatta fordul elő, és számos fontos makroszkopikus fizikai jelenség oka. Ilyen például a VLSI csipeknél az áramszivárgás forrása, a mikroelektronikában a legkisebb áramkörök hőjelenségei, melyek korlátot szabnak a miniatürizálásnak.
Az alagútdióda, a flashmemória és a pásztázó alagútmikroszkóp működésének is alapja a kvantummechanikai alagúthatás.

### Szakkönyvek
- Griffiths, David J: Quantum Theory of Tunneling. (hely nélkül): World Scientific. 2003.  ISBN 981-238-019-1
- Razavy, Mohsen: Introduction to Quantum Mechanics (2nd ed.). (hely nélkül): Prentice Hall. 2004.  ISBN 981-238-019-1
- Geszti. Kvantummechanika [archivált változat]. Budapest: Typotex (2011). ISBN 978-963-279-436-5. Hozzáférés ideje: 2017. április 21. [archiválás ideje: 2017. április 22.]

### Ismeretterjesztő weblapok
- Pásztázó alagútmikroszkóp (STM) alkalmazása - Fizipedia (magyar nyelven). fizipedia.bme.hu. [2017. április 22-i dátummal az eredetiből archiválva]. (Hozzáférés: 2017. április 21.)